# Asociace sportovních klubů AC Sparta Praha

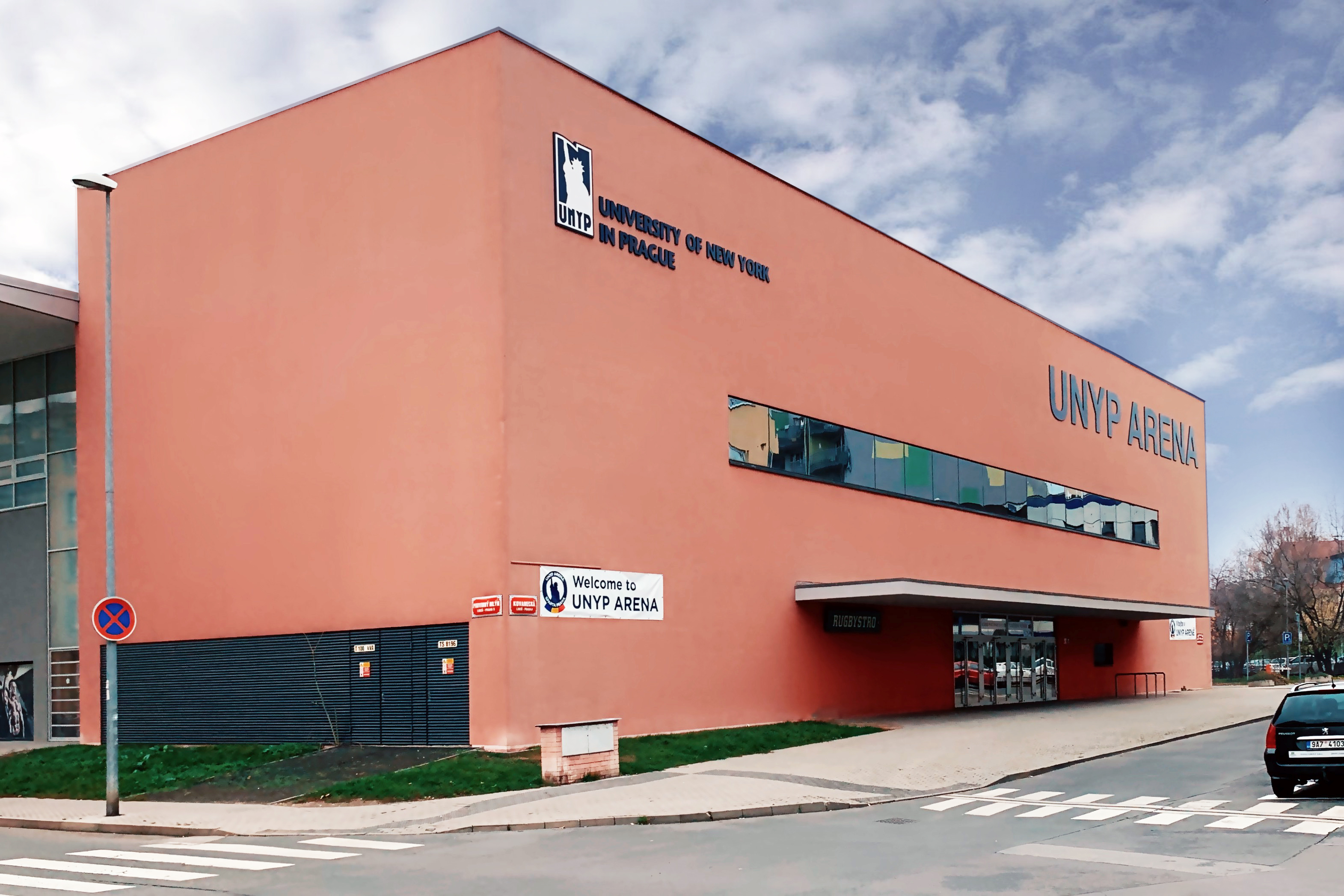
Multifunkční sportovní centrum UNYP Aréna, Praha 9, Česká republika

AC Sparta Praha je společné označení zastřešujícího asociačního klubu Association Club Sparta Praha a jeho sedmnácti členských sportovních klubů (k roku 2018). Navazují na tradici klubu AC Sparta (Athletic Club Sparta) založeného na přelomu let 1893 a 1894 ve městě Královské Vinohrady,

## Historie
Athletic Club Královské Vinohrady založili členové, kteří se předtím odštěpili z Athletic Club Praha. Klub založili 17. prosince 1893 bratři Josef, Otakar a Karel Malečkové, Oskar Lanžovský, Karel a František Malý, Max Švagrovský, František Hron a další (některé zdroje datují vznik klubu 16. listopadem 1893). Název Athletic Club Sparta by ustanoven na valné hromadě ve vinohradské restauraci Demínka 9. července 1894 (některé zdroje uvádějí 9. srpna 1894), o rok později klub přesídlil do Prahy. V roce 1905 získal pozemky v Praze na Letné, kde má své tradiční ústřední sídlo doposud. Klub několikrát měnil název, v období socialistického Československa působil dlouho pod názvem TJ Sparta ČKD Praha. V roce 1990 se vrátil k názvu Athletic Club Sparta Praha, zkratkou AC Sparta Praha.
Dnes je Sparta značkou skupiny více či méně nezávislých klubů různých právních forem. Zastřešujícím sdružením je Association Club Sparta Praha, který sdružuje kolem dvaceti oborově specializovaných klubů.

## Členské kluby asociace

### Současné oddíly
Zdroj: 
Řádnými členy asociace jsou:
- Athletic Club Sparta Praha, založen v roce 1893[2]
- AC Sparta Praha astmatické děti
- BA Sparta Praha (Basketbalová akademie), založen v roce 2001[3]
- AC Sparta Praha cycling, založen 1893 do 1997 a obnoven v únoru 2002[4]
- AC Sparta Praha Florbal, založen v roce 1993[5]
- AC Sparta Praha fotbal a. s., založen v roce 1893[6]
- HC Sparta Praha (Hockey Club), založen v roce 1903[7]
- AC Sparta Praha futsal, založen v roce 2013[8]
- AC Sparta Praha sportovní gymnastika
- Sparta Praha Handball Club
- AC Sparta Praha judo, založen v roce 1953[9]
- AC Sparta Praha kanoistika, založen v roce 1963[10]
- AC Sparta Praha turistika
- AC Sparta Praha kuželky
- AC Sparta Praha orientační běh, založen v roce 1960[11]
- RC Sparta Praha (Rugby Club), založen v roce 1928[12]
- AC Sparta Praha stolní tenis, založen v roce 1924[13]
- AC Sparta Praha (stará Sparta)

### Bývalé oddíly
- BLC Sparta Praha (Basketball Ladies Club), založen v roce 1939[14]
- AC Sparta Praha horolezectví[15]
- Tenisový klub Sparta Praha, založen v roce 1905[16]
- Taneční klub Sparta Praha

### Zaniklé oddíly
- Sparta Praha (volejbal ženy), založen v roce 1939 a zanikl v roce 1953[17]
- Sparta Praha (volejbal muži), založen v roce 1939 a zanikl v 60. letech 20. století[17]
- BC Sparta Praha (Basketball Club), založen v roce 1939 a zanikl v roce 2006[18]